# Račja Vas
Račja Vas – wieś w Chorwacji, w żupanii istryjskiej, w gminie Lanišće. W 2011 roku liczyła 25 mieszkańców.